# Scylla (monstre)
Pour les articles homonymes, voir Scylla.
Œuvres principales
Odyssée
Dans la mythologie grecque, Scylla (prononcé /si.la/ ; en grec ancien Σκύλλα / Skúlla ou Σκύλλη / Skúllē) est une nymphe qui fut changée en monstre marin par Circé.
Scylla est souvent associée à Charybde, près de qui elle réside de part et d'autre d'un détroit traditionnellement identifié avec le détroit de Messine.

## Étymologie
Scylla se nomme Σκύλλη / Skúllē dans la langue homérique (sauf au vers 235 du chant XII de l'Odyssée), puis Σκύλλα / Skúlla dans le dialecte attique et chez les auteurs postérieurs,.
Une première étymologie pour le nom Σκύλλα / Skúlla est le rapprochement avec σκύλαξ / skúlax (« chiot »), opéré dès l'Antiquité et Homère,, :
« ἔνθα δ' ἐνὶ Σκύλλη ναίει δεινόν λελακυῖα·
τῆς ἡ τοι φωνὴ μὲν ὅση σκύλακος νεογιλῆς »
— Homère, Odyssée, XII, 85-86.
        
« Là demeure Scylla, la terrible aboyeuse ;
sa voix semble la voix d'un petit chien […] »
— Traduction de Philippe Jaccottet.
Cependant, dans son édition des textes homériques au IIe siècle av. J.-C., Aristarque de Samothrace, qui juge la comparaison comme faible et contradictoire, supprime les vers, ; il pourrait s'agir d'une étymologie populaire,.
Une seconde étymologie fréquemment avancée est une dérivation du verbe σκύλλω / skúllō (« écorcher », « déchirer », « arracher »),, ; un lien avec σκυλεύω / skuleúō (« dépouiller », « piller ») est aussi possible,.
Une autre hypothèse marginale est que le nom Scylla a d'abord été donné au rocher sur lequel se tient le monstre, nommé ainsi en raison de sa forme supposément courbée, de l'indo-européen commun *sqel,.

## Mythe

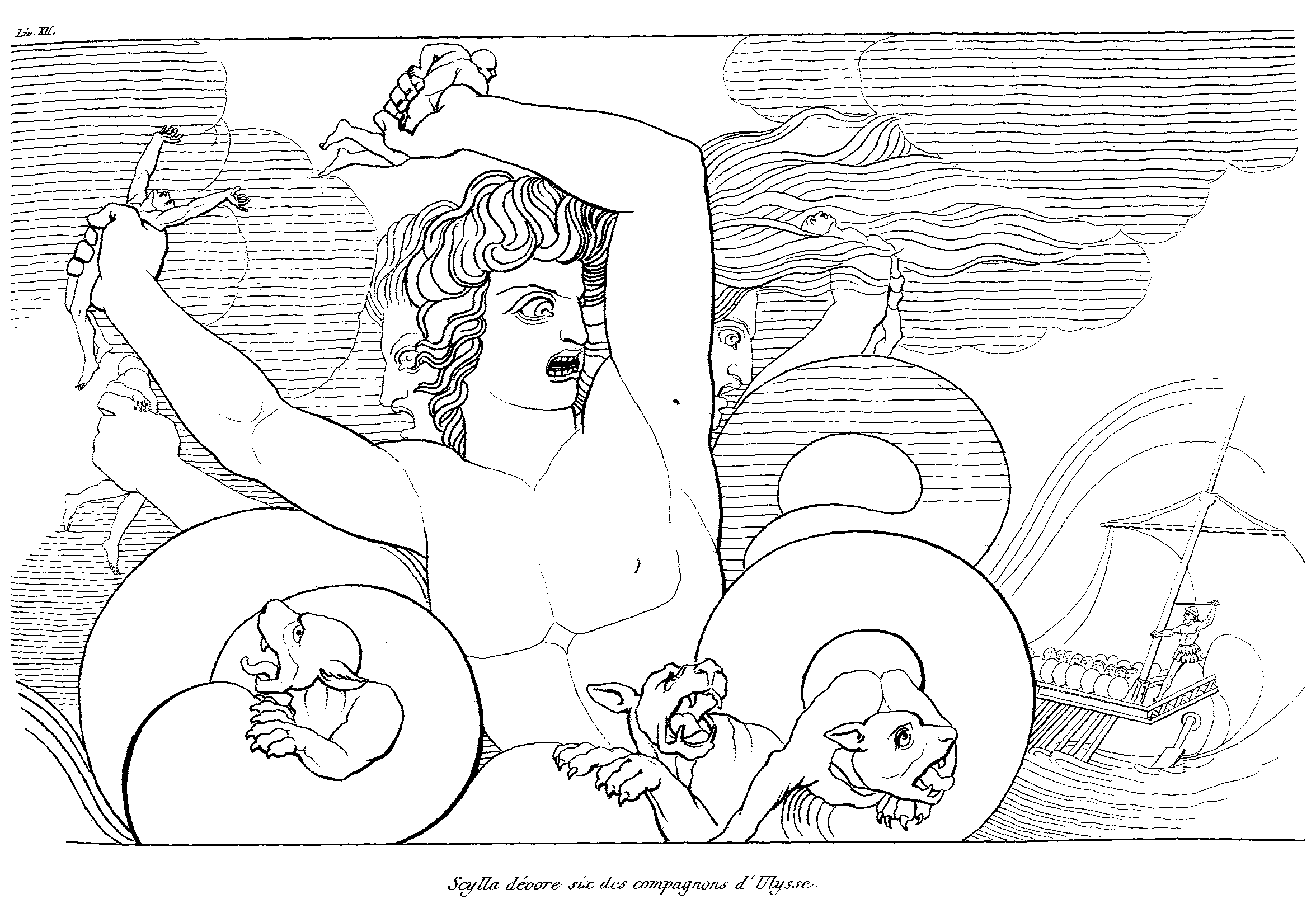
Scylla dévorant six des compagnons d'Ulysse, illustration de lOdyssée par John Flaxman.

### Origine
Les traditions divergent beaucoup quant à sa parenté :
- chez Homère, Scylla est une Phorcyde, fille de Phorcys et de Crataïs[α] ;
- d'autres auteurs lui prêtent diversement Céto pour mère, Apollon pour père, ou la font naître de Typhon et d'Échidna, ou encore de Pallas et de Styx, voire de Lamia ou d'Hécate[β][réf. nécessaire].

Selon la version d'Ovide, à l'origine, elle était une nymphe dont Glaucos était follement amoureux. Cet amour n'étant pas réciproque, Glaucos alla demander à la magicienne Circé un philtre d'amour, mais celle-ci, éperdument amoureuse de Glaucos et jalouse de Scylla, profita de l'occasion pour changer la nymphe en un monstre terrifiant.

### Charybde et Scylla
On retrouve Charybde et Scylla dans plusieurs légendes :
- celle des Argonautes qui parviennent à passer sans encombre entre les deux monstres, sous la protection d'Héra[β] ;
- celle d'Héraclès qui, rapportant les bœufs de Géryon en Grèce, en perd une partie [α] ;
- celle d'Ulysse qui voit six hommes de son équipage se faire dévorer[γ].

Ovide reprend le mythe dans ses Métamorphoses.

## Interprétations

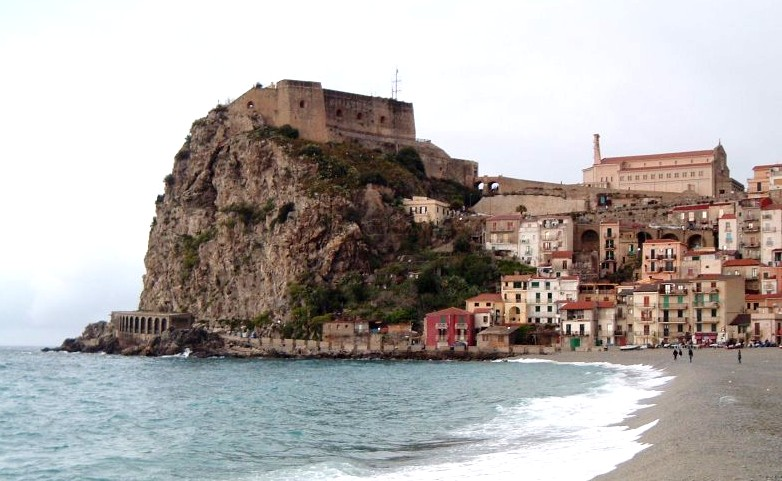
La roche de Scilla, considérée comme la maison de Scylla.

Depuis Homère, Charybde et Scylla forment deux termes associés, à la fois opposés et complémentaires. Scylla est une haute roche fixe qui se dresse jusqu'au ciel ; Charybde gît dans les profondeurs de la mer, telle une masse liquide descendant et remontant par mouvements de spirales. Ces deux dangers qui menaçaient les marins ont été dès l'Antiquité identifiés par Thucydide à « la passe redoutable, étant donné son étroitesse et ses courants » que nous appelons aujourd'hui le détroit de Messine. Ce tourbillon et ce récif sont signalés sur nos cartes marines et définis par les Instructions nautiques : « La rencontre de deux courants opposés produit, en divers endroits du détroit, des tourbillons et de grands remous appelés garofali. Les principaux garofali sont sur la côte de Sicile, entre le cap du Faro et la pointe Sottile, avec le jusant, et devant la tour de Palazzo, avec le flot ; ce dernier garofalo est très fort : c'est le Charybde des Anciens ».
Suivant les instructions de Circé, Ulysse a doublé les sirènes en qui des navigateurs expérimentés reconnaissent les Galli, et mis le cap sur Scylla : c'est une roche qui apparaît à bâbord, avant la porte étroite donnant accès au sud. Elle aussi est signalée par nos modernes Instructions nautiques : « La ville de Scilla est bâtie en amphithéâtre sur les falaises escarpées d'une pointe saillante au Nord ». Sur ce promontoire élevé et rocheux, les Grecs ont imaginé le monstre Scylla en son antre. À mi-hauteur, se trouve en effet une grotte et la falaise résonne des coups de boutoir que lui assènent les vagues déferlantes.
Selon les Histoires incroyables de Palaiphatos, Scylla était le nom d'une célèbre trirème tyrrhénienne qui attaquait les bateaux, et à laquelle Ulysse échappa.
La fougue d'Ulysse le mène à tenter d'harponner Scylla depuis le gaillard de son navire. Il faut y voir une image de la pêche au harpon, qui se pratique dans les parages à son époque et encore de nos jours.
Dans Ulysse méditerranée et Ulysse atlantique, chapitres successifs du livre Les grands navigateurs d'Alain Bombard, l'auteur détaille deux interprétations de l'Odyssée et explique pourquoi il préfère la seconde, qui (outre les localisations du reste de l'Odyssée) place Charybde et Scylla en mer d'Irlande, où Charybde serait la marée (très forte à cet endroit et inconnue des Grecs de l'Antiquité) et Scylla les roches côtières.

## Postérité et réception

### Expression française
L'expression « de Charybde en Scylla » signifie « de mal en pis ». Elle apparait chez Gautier de Châtillon, dans L'Alexandréide, avec la mention « incidit in Scyllam cupiens vitare Charybdim » (« il tombe sur Scylla en voulant éviter Charybde »). La formule « tomber de Charybde en Scylla » est fixée par Jean de La Fontaine, dans la fable La Vieille et les deux Servantes.

### Littérature
Le Liber monstrorum, catalogue de peuples et créatures légendaires anonyme du VIIIe siècle, la présente comme le monstre le plus hostile aux marins dans ce détroit qui baigne entre l'Italie et la Sicile. Il la décrit comme doté d'une tête et d'une poitrine de jeune fille (comme les sirènes), mais le ventre d'un loup et la queue d'un dauphin. Ce qui distingue la nature des sirènes de Scylla, c'est qu'elles trompent les marins par leur chant mortel, tandis qu'elle, avec sa force aurait mutilé les épaves des malheureux.
Ce mythe a aussi inspiré la tragédie lyrique de Jean-Marie Leclair, Scylla et Glaucus (1746).
Le neuvième chapitre d'Ulysse de James Joyce correspond au mythe de Charybde et Scylla.
Le roman La Mer des monstres, le deuxième tome de la série littéraire Percy Jackson, est une réécriture des mythes d'Ulysse et des Argonautes : les héros sont ainsi confrontés à Charybde et Scylla.

### Sciences
L'astéroïde (155) Scylla est nommé en référence à Scylla.

### Sources primaires
1. 1 2  Homère, Odyssée [détail des éditions] [lire en ligne], XII, 124-126.
2. 1 2  Apollonios de Rhodes, Argonautiques [détail des éditions] [lire en ligne] (III).
3. ↑  Odyssée [détail des éditions] [lire en ligne] (XII).
4. ↑  Palaiphatos, Histoires incroyables [détail des éditions] (lire en ligne).
5. ↑  Strabon, Géographie [détail des éditions] [lire en ligne], I, 2, 15-16.
6. ↑  Lire en ligne Liber monstrorum (en anglais).

### Sources antiques
- Homère, Odyssée [détail des éditions] [lire en ligne] (Chant).
- Platon, La République [détail des éditions] [lire en ligne] (Livre IX, 588c).
- Hygin, Fables [détail des éditions] [(la) lire en ligne] (Préface).
- Ovide, Métamorphoses [détail des éditions] [lire en ligne] (VII, 62 ; VIII, 6 ; XIII, 900 ; XIV, 74).
- Pausanias, Description de la Grèce [détail des éditions] [lire en ligne] (I, 19, 4).
- Virgile, Géorgiques [détail des éditions] [lire en ligne] (I, 404).

#### Éditions de textes antiques
- Homère (trad. du grec ancien par Victor Bérard), Odyssée, Éditions Gallimard, 1993 (1re éd. 1956) (ISBN 2-07-010261-0), p. 714.
- Platon (trad. du grec ancien par Luc Brisson), Œuvres complètes, Paris, Éditions Gallimard, 2008, 2204 p. (ISBN 978-2-08-121810-9).

#### Dictionnaires et encyclopédies
- Michael Grant et John Hazel (trad. Etienne Leyris), Dictionnaire de la mythologie [« Who’s Who in classical mythology »], Paris, Marabout, coll. « Savoirs », 1955 (ISBN 2-501-00869-3), p. 321.
- Pierre Grimal (préf. Charles Picard), Dictionnaire de la mythologie grecque et romaine, Paris, Presses universitaires de France, 1994, 12e éd. (1re éd. 1951), 574 p. (ISBN 2-13-044446-6), « Scylla 1 », p. 417-418.
- Edith Hamilton (trad. Abeth de Beughem), La Mythologie, éd. Marabout, 1978 (ISBN 978-2-501-00264-6), p. 259-260.
- Marie-Odile Jentel, « Skylla I », dans Lexicon Iconographicum Mythologiae Classicae, vol. VIII, Zurich, Munich et Düsseldorf, Artemis Verlag, 1997 (ISBN 3-7608-8751-1, lire en ligne), p. 1137-1145 et pl. 786-792.
- (de) Hans Philipp, « Skylla 1 », dans Realencyclopädie der classischen Altertumswissenschaft, vol. S V, Stuttgart, Metzler, 1931 (lire sur Wikisource), col. 980-981.
- (de) Johannes Schmidt, « Skylla 1 », dans Realencyclopädie der classischen Altertumswissenschaft, vol. III A-1, Stuttgart, Metzler, 1927 (lire sur Wikisource), col. 647-655.
- (de) Otto Waser, « Skylla 1 », dans Wilhelm Heinrich Roscher, Ausführliches Lexikon der griechischen und römischen Mythologie, vol. IV, Leipzig, Teubner-Verlag, 1915 (lire sur Wikisource), col. 1024-1064.

#### Études
- Timothy Gantz, Mythes de la Grèce archaïque, Belin, 2004 [détail de l’édition].
- (en) Sophie Emilia Seidler, « Bitches and Witches: Grotesque Sexuality in Ovid's Scylla (Metamorphoses 13.730-14.74) », Acta Iassyensia Comparationis, no 29 « Les monstres dans la littérature »,‎ 2022, p. 13-24 (ISSN 2285-3871, lire en ligne).